# Лазиско
Лазиско (слч. Lazisko) насељено је мјесто са административним статусом сеоске општине (слч. obec) у округу Липтовски Микулаш, у Жилинском крају, Словачка Република.

## Становништво
| Година:    | 1994. | 2004.   | 2014.   | 2024.   |
| ---------- | ----- | ------- | ------- | ------- |
| Број људи: | 428   | 424     | 404     | 371     |
| Разлика:   |       | -0,93 % | -4,71 % | -8,16 % |

| Година:    | 2023. | 2024.   |
| ---------- | ----- | ------- |
| Број људи: | 365   | 371     |
| Разлика:   |       | +1,64 % |

Према подацима о броју становника из 2011. године насеље је имало 407 становника.